# Uricita
La uricita es un mineral de la clase de los minerales compuestos orgánicos. Fue descubierta en 1807 en alguna localidad no definida del Perú, siendo nombrada así por su composición química: ácido úrico anhidro. Durante mucho tiempo no considerado como mineral, fue aceptado como mineral válido por la Asociación Mineralógica Internacional en 1973. Un sinónimo es su clave: IMA1973-055, y un nombre menos usado también es ácido úrico.

## Características químicas
Según la nomenclatura de química orgánica es una 2,6,8-trihidroxipurina, una sal derivada del ácido úrico anhidro natural encontrada al analizar químicamente el guano depositado por animales, que cristaliza en el sistema cristalino monoclínico. La American Chemical Society lo clasifica con número de registro CAS 69-93-2.

## Formación y yacimientos
Es un componente del guano formado en su interior, por alteración anhidra, encontrado en depósitos de guano de aves marinas en el Perú y en guano de murciélagos en cuevas de Rawlinna (Australia).
Suele encontrarse asociado a otros minerales como: bifosfamita, brushita o singenita.